# Cuivré mauvin
Lycaena alciphron
Espèce
Le Cuivré mauvin (Lycaena alciphron) est une espèce paléarctique d'insectes lépidoptères (papillons) de la famille des Lycaenidae et de la sous-famille des Lycaeninae.

## Dénomination
L'espèce Lycaena alciphron a été décrite par S. A. von Rottemburg en 1775.
Synonymes : 
- Thersamolycaena alciphron (Rottemburg, 1775)
- Lycaena gordius (Sulzer, 1776)
- Papilio gordius (Sulzer, 1776)
- Lycaena melibaeus (Staudinger, 1878)
- Polyommatus melibaeus (Staudinger, 1878)[1].

### Noms vernaculaires
Le Cuivré mauvin ou Grand argus bronzé ou Cuivré flamboyant se nomme Purple-shot Copper en anglais, Violette Feuerfalter en allemand, Violette vuurvlinder en néerlandais et Manto de Purporo en espagnol.

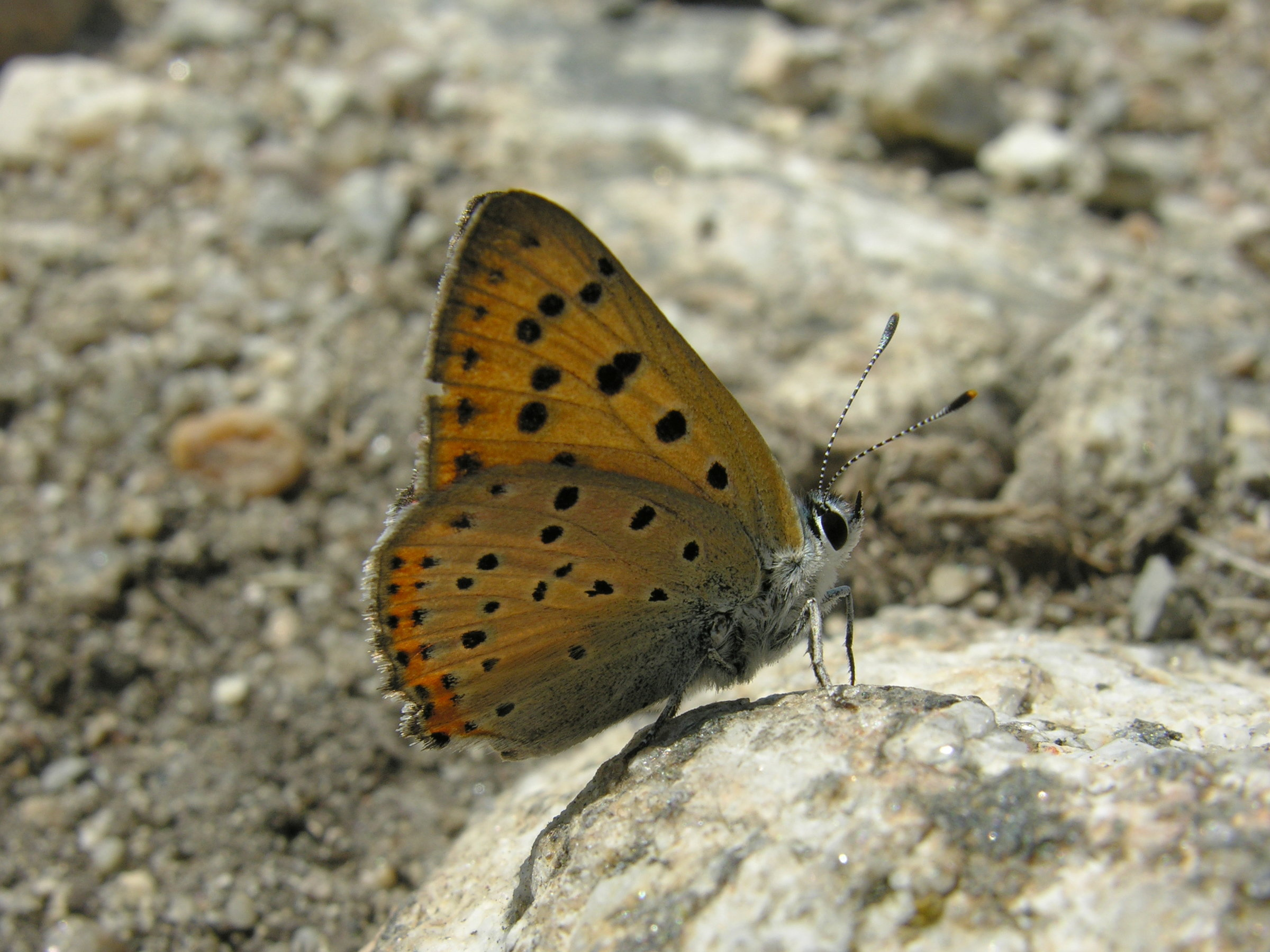
revers

### Sous-espèces
- Lycaena alciphron alciphron
- Lycaena alciphron acutipennis Chou et Zhang, 1994
- Lycaena alciphron chairemon (Fruhstorfer, 1917) dans les Carpates
- Lycaena alciphron gordius (Sulzer, 1776) Cuivré flamboyant dans les Grisons en Suisse.
- Lycaena alciphron heracleana (Blachier, 1908) Haut Atlas au Maroc.
- Lycaena alciphron melibaeus Staudinger, 1879 en Grèce.
- Lycaena alciphron naryna (Oberthür, 1910)[2].

## Description
Le Cuivré mauvin est un petit papillon présentant des variations entre les sexes et entre les sous-espèces. Le dessus du mâle est orange suffusé de grisâtre à reflets violets, celui de la femelle est marron. Mais la femelle de L. a. melibaeus a  le centre de son aile antérieure orangé et celle de L. a. gordius et de L. a. heracleana sont comme le mâle orange suffusé de grisâtre sans reflets violets.
Le revers, d'un ton grisé suffusé d'orange clair présente aux postérieure une ornementation de points noirs cerclés de blanc et une ligne submarginale de points orange à l'aile postérieure.

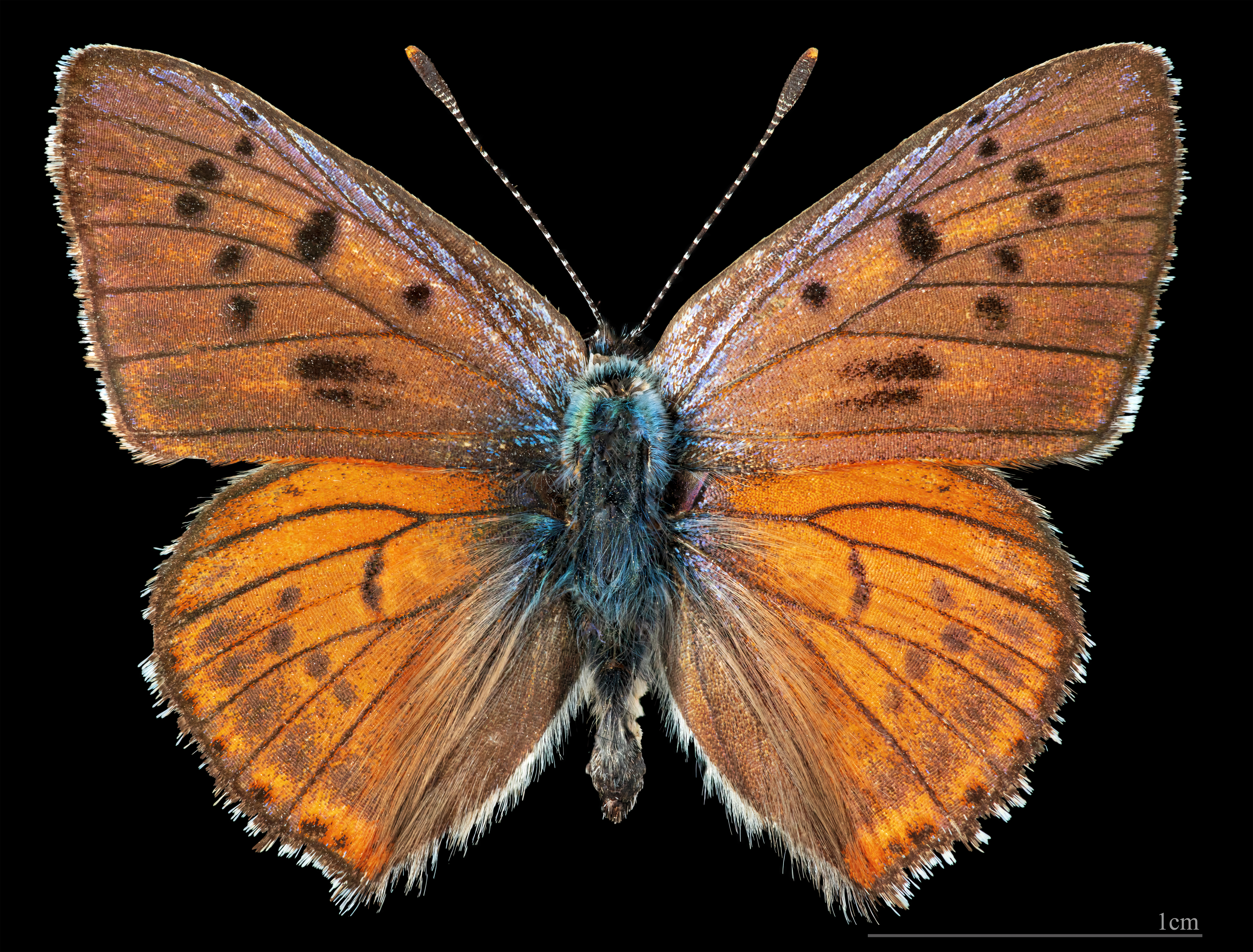
Lycaena alciphron ♂  MHNT
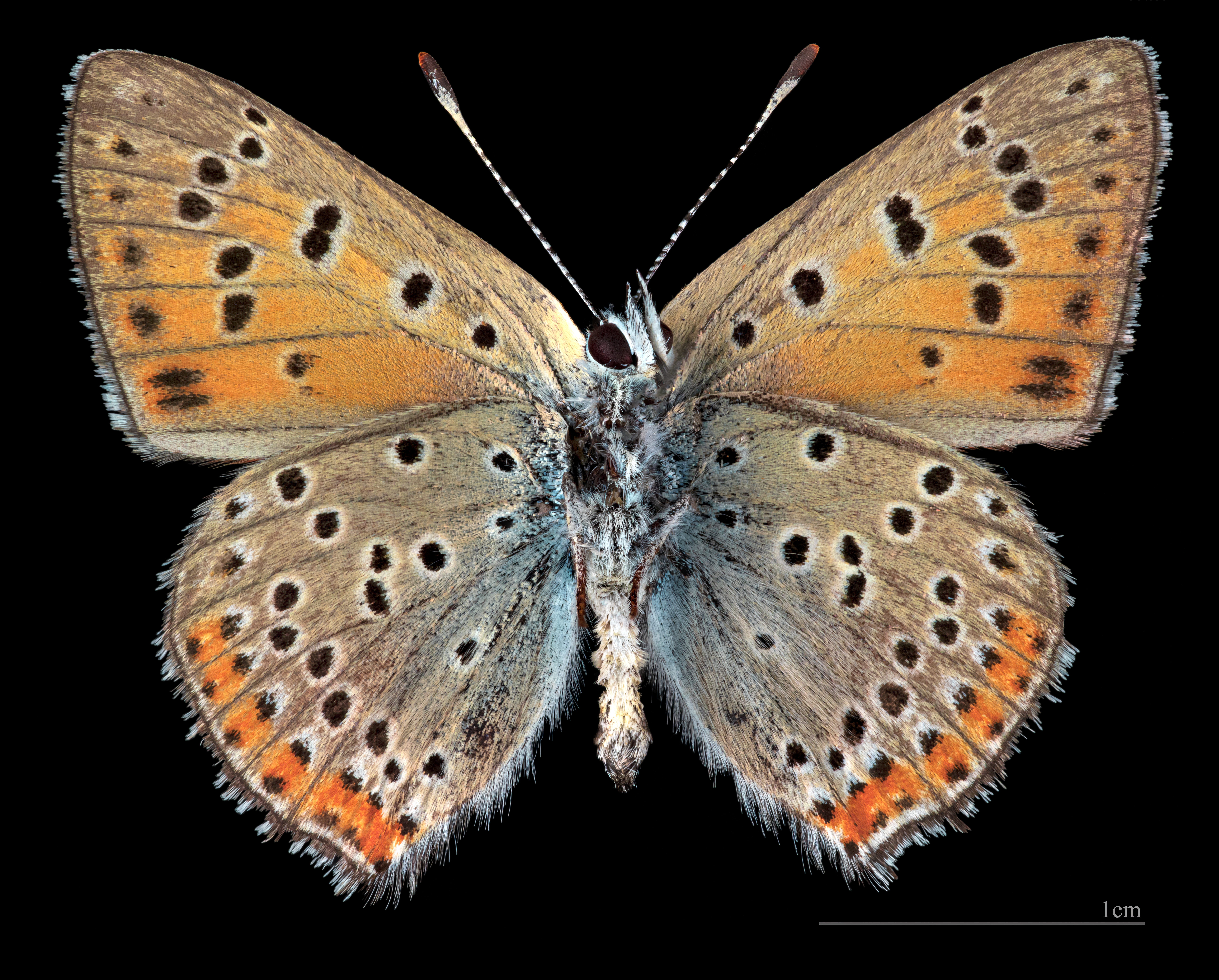
Lycaena alciphron ♂   △

### Chenille et chrysalide
Les œufs sont pondus sous la rosette de la plante hôte.

### Espèces proches ou ressemblantes
Il peut être confondu avec Lycaena hippothoe, le Cuivré écarlate.

## Biologie

### Période de vol et hivernation
Il vole en une génération, d'avril à août suivant l'altitude le plus souvent juin et juillet.
Il hiverne à l'état de jeune chenille.

### Plantes hôtes
Sa plante hôte est un Rumex ou (oseille sauvage)  Rumex acetosa, pour L. a. alciphron, Rumex scutatus pour L. a. gordius et pour L. a. melibaeus Rumex alpestris,.

## Écologie et distribution
Son aire de répartition est eurasienne, Maroc, Europe continentale de l'Espagne à la Scandinavie jusqu'à la Sibérie et l'Altaï.
En France on ne le trouve que dans les départements à l'est d'une ligne allant de la Moselle aux Landes.

### Biotope
C'est un lépidoptère des prairies fleuries.

### Protection
Pas de statut de protection particulier.

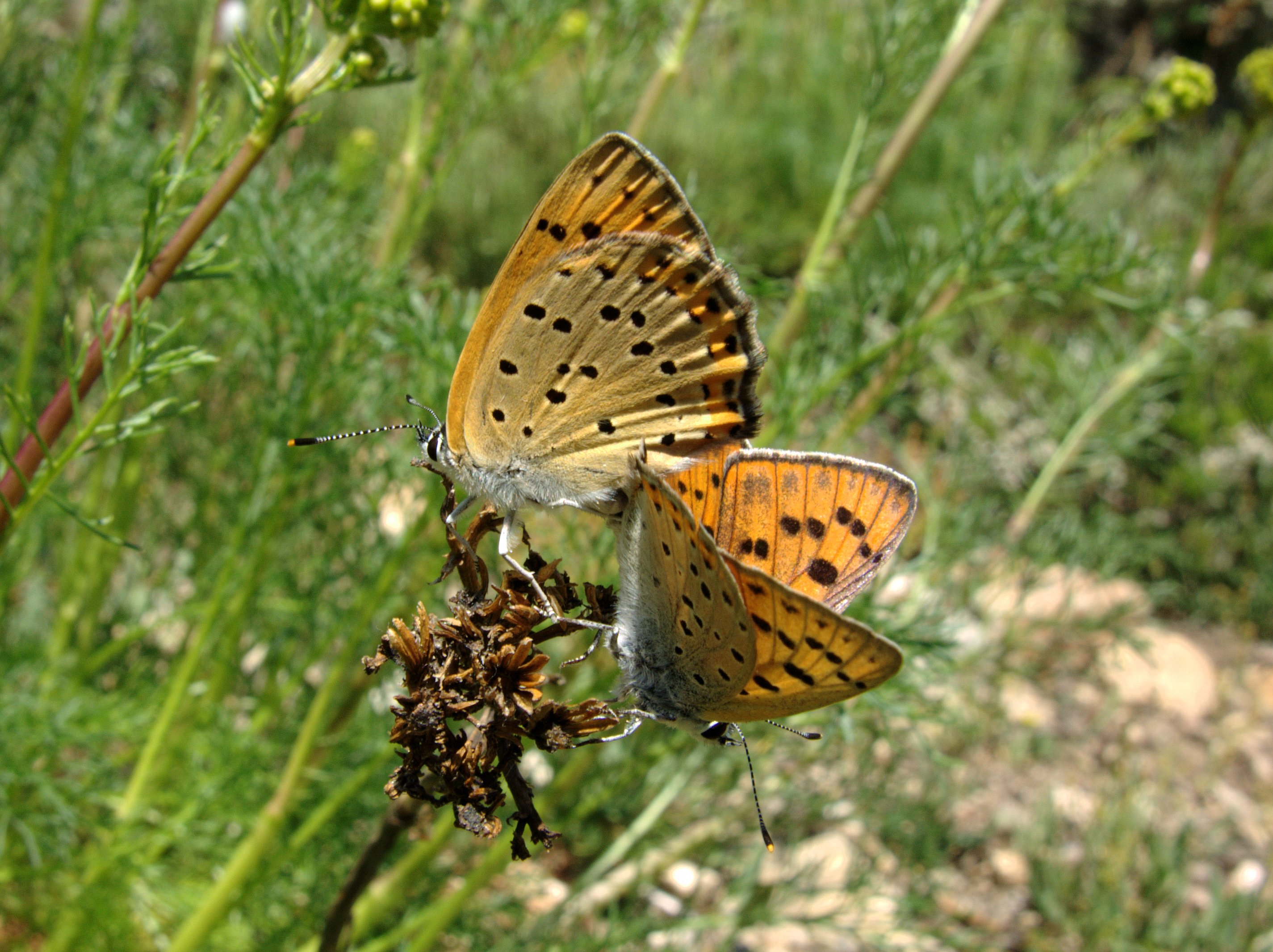
Cuivré mauvin